# Metalenguaje
En lógica y filosofía del lenguaje, un metalenguaje es un lenguaje que se usa para hablar acerca de otro lenguaje. Al lenguaje acerca del cual se está hablando se le llama el lenguaje objeto. El metalenguaje puede ser idéntico al lenguaje objeto, por ejemplo cuando se habla acerca del español usando el español mismo. Un metalenguaje a la vez puede ser el lenguaje objeto de otro metalenguaje de orden superior, y así sucesivamente. Distintos metalenguajes pueden hablar acerca de diferentes aspectos de un mismo lenguaje objeto.
Los modelos formales de sintaxis para la descripción de la gramática, como por ejemplo, la gramática generativa, son tipos de metalenguaje. 
En un sentido más general, puede referirse a cualquier terminología o lenguaje usado para hablar con referencia al mismo lenguaje. Por ejemplo, un texto sobre gramática o una discusión acerca del uso del lenguaje.

## Metavariables
Las metavariables son símbolos o cadenas de símbolos de un metalenguaje que representan elementos de un lenguaje objeto. Por ejemplo, en la oración
Sean A y B dos oraciones del lenguaje de la lógica proposicional.
Los símbolos A y B son metavariables de un metalenguaje (el español) que representan oraciones de un lenguaje objeto (el lenguaje de la lógica proposicional). La convención es que dentro de un mismo contexto, una misma metavariable representa siempre un mismo elemento del lenguaje objeto, pero metavariables distintas no necesariamente representan elementos distintos.

## El uso de metalenguajes
En multitud de ocasiones utilizamos este recurso con el que, si no se es consciente, se pueden cometer errores de interpretación.
Ya en la gramática se distingue entre uso y mención.
Bisílaba es toda aquella palabra que tiene dos sílabas. Pero 'bisílaba' no es bisílaba. En este caso, 'bisílaba' se refiere a la palabra en sí, no a su significado objeto, es decir, a una palabra bisílaba.
Todo lenguaje tiene un objeto al que se dirige o refiere. Es el “lenguaje-objeto”.
Todo lenguaje que tenga por objeto un lenguaje es un “metalenguaje”, que a su vez puede ser lenguaje objeto de otro metalenguaje de orden superior, y así sucesivamente. 
Consideremos las diferentes referencias de la frase siguiente: “Antonio dice que Luis dijo que María Luisa dijo que...”
"Antonio dijo que ayer fue al cine". Observemos que tal afirmación no nos da información acerca de si Antonio fue o no fue ayer al cine.
No tener en cuenta esa distinción que habla de la realidad del hecho: "Antonio dijo" y el lenguaje (metalenguaje) acerca de lo que dijo Antonio: "que ayer fue al cine" se presta a confusiones interpretativas.

## Los metalenguajes y la ciencia
En el lenguaje científico esta distinción es de mucha importancia.
La teoría de los niveles de lenguaje fue establecida por Bertrand Russell en su introducción al Tractatus Logico-Philosophicus de Wittgenstein.
Russell, que había elaborado la teoría de los tipos a fin de resolver algunas paradojas lógicas, establece que "cada lenguaje tiene una estructura propia respecto a la cual nada puede enunciarse en el propio lenguaje; pero puede haber otro lenguaje que trate de la estructura del primer lenguaje, no habiendo límites en esta jerarquía de lenguajes".
La distinción entre lenguaje objeto y metalenguaje fue introducida por Alfred Tarski como una solución a las paradojas semánticas como la paradoja del mentiroso. Según Tarski, ningún lenguaje puede contener su propio predicado de verdad y permanecer consistente. Para hablar acerca de la verdad en un lenguaje, y no generar contradicciones, es necesario hacerlo desde un lenguaje distinto, con mayor poder expresivo: el metalenguaje.
Así se resuelve la clásica paradoja del mentiroso. La expresión gramaticalmente correcta: "Epiménides el cretense dice que todos los cretenses son mentirosos", no puede tener, ni tiene valor de verdad. Pero su sentido de verdad aparece claramente cuando distinguimos dos niveles de lenguaje. "Epiménides el cretense dice: "Todos los cretenses son mentirosos"".  

### Los lenguajes formalizados y la construcción de modelos
Pero es de especial relevancia el estudio del metalenguaje bajo el punto de vista de su “estructura formal” o “sintáctica”, lo que da lugar a los lenguajes formales lógico-matemáticos.
Cuando construimos un lenguaje formal, con unos símbolos y unas estructuras sintácticas perfectamente determinadas por las reglas de construcción de fórmulas, podemos asimismo utilizar variables de orden superior para referirnos al lenguaje formal establecido.
Tal procedimiento ocurre en la regla de sustitución del cálculo, cuando sustituimos una expresión por una metavariable.
Así se expresan, por ejemplo, las reglas del cálculo con metavariables sustituibles por cualquier expresión bien formada del lenguaje.
Por ejemplo la expresión 
[(A → B) /\ A] → B   puede considerarse metalenguaje respecto a la expresión
[[(p/\q) → (r\/s)] /\ (p/\q)] → (r\/s)  , donde A=(p/\q)  y B=(r\/s).
A su vez  p, q, r, y s, puede simbolizar cualquier proposición del lenguaje ordinario. Cuando a estas variables les damos un contenido semántico, construimos un modelo sobre la base de un cálculo lógico-matemático.
Igualmente en aritmética usamos símbolos, 0,1,2,3,4,5,6,7,8,9 que pueden representar cada uno, "una cantidad de objetos, o de medida". A su vez, en álgebra simbolizamos esos números mediante letras, variables o constantes, que pueden sustituir a "cantidades de objetos, o de medidas", siempre y cuando las reglas de formación de expresiones mediante relaciones sintácticas, +, - , x, /, etc. estén perfectamente definidas.
Cuando en un cálculo C, se establece una "correspondencia" de cada símbolo con elementos determinados individuales distinguibles entre sí, de un Universo L, real (tal universo L no es un conjunto vacío, por las mismas condiciones que hemos establecido) ENTONCES se dice que L es un MODELO de C.
La construcción de modelos es un instrumento fundamental en la investigación científica. Pero las verdades obtenidas sobre el modelo no tienen por qué siempre responder a la realidad. Frecuentemente se confunden las verdades obtenidas según el modelo con la verdad de la realidad.
Pero las verdades obtenidas del modelo tienen como "referente objeto" el lenguaje formal utilizado, (generalmente representando una formalización respecto a una teoría) y por tanto dichas verdades son un metalenguaje que habla sobre la teoría (consecuencias de ella) no de la realidad. La realidad hablará solamente mediante la experimentación.
No tener en cuenta este detalle lleva a veces a afirmar como verdades reales lo que únicamente son verdades obtenidas «según modelo»; lo que muchos medios, y no siempre desinteresadamente o por error, las divulgan como si fueran ya verdades científicas consolidadas.